# Памела Колман Смит
Памела Колман Смит (Pimlico, 16. фебруар 1878 — Bude, 18. септембар 1951), са надимком „Пикси“, била је британска уметница, илустраторка, писац, издавач и окултиста. Најпознатија је по томе што је илустровала Рајдер-Вејт тарот шпил (који се такође назива Рајдер-Вејт-Смит или Вејт-Смит шпил) заједно са Артуром Едвардом Вејтом. Овај шпил тарота постао је стандард међу читачима тарот карата и данас је најчешће коришћен. Смит је такође илустровала преко 20 књига, написала две збирке јамајчанског фолклора, уређивала два часописа и водила енгл. Green Sheaf Press, малу издавачку кућу фокусирану на жене писце.

## Биографија
Смит је рођена у улици Белгрејв 28 у Пимлику, делу централног Лондона. Била је једино дете трговца из Бруклина у Њујорку (пре него што је био део Њујорка), Чарлса Едварда Смита (сина градоначелника Бруклина Сајруса Портера Смита) и његове супруге Корин Колман (сестра сликара Семјуела Колмана). Породица је била смештена у Манчестеру током прве деценије живота Смитове, али су се преселили на Јамајку када је Чарлс Смит преузео посао 1889. године у Вест Индија импрувмент компани (финансијски синдикат укључен у проширење јамајчанског железничког система). Смитови су неколико година живели у престоници Кингстону, често путујући за Лондон и Њујорк.
До 1893. године, Смит се преселила у Бруклин, где се са 15 година уписала на Прат институт, који је основан шест година раније. Тамо је студирала уметност код Артура Веслија Доуа, сликара, штампара, фотографа и утицајног уметничког педагога. Њен стил цртања показује трагове симболизма и романтизма претходног покрета уметности и занатства. Док је Смит била у уметничкој школи, њена мајка је умрла на Јамајци, 1896. године. Сама Смит је била болесна током ових година и на крају је напустила Прат институт 1897. године без дипломе. Постала је илустратор; неки од њених првих пројеката укључивали су Илустроване стихове Вилијама Батлера Јејтса, књигу о глумици Даме Елен Терри од Брема Стокера и две њене књиге, енгл. Widdicombe Fair и енгл. Fair Vanity (референца на Вашар таштине).
Године 1901. основала је студио у Лондону и одржавала недељни дан отворених врата за уметнике, ауторе, глумце и друге који се баве уметношћу. Артур Рензом, тада у раним двадесетим, описује једну од ових вечери „код куће“ и радознали уметнички круг око Смита, у својој Бохемији у Лондону  из 1907 године.
Смит је 1911. прешао у римокатолицизам. По завршетку Првог светског рата, Смит је добила наследство од стрица које јој је омогућило да изнајми кућу на полуострву Лизард у Корнволу, области популарној међу уметницима. За приход је основала кућу за одмор за католичке свештенике у суседној кући. Њена дугогодишња пријатељица, Нора Лејк, придружила јој се у Корнволу и помогла у вођењу куће за одмор.
Смит је умрла 18. септембра 1951. године у свом стану Бенкулен у Будеу. Њена имовина је продата на аукцији да би се отплатили њени дугови. Место њене гробнице није познато, али је могуће да је сахрањена у необележеном гробу на гробљу Светог Михаила у Будиму.

## Тарот Вејт–Смит
78 илустрација које чине Вејт–Смит тарот шпил „представљају архетипске субјекте од којих сваки постаје портал у невидљиво царство знакова и симбола, за које се верује да су каналисани кроз процесе прорицања“. Оне су оригинална уметничка дела и јединствена у погледу стилизације, израде и композиције карата, што је значајно естетско достигнуће. Они су један од најбољих примера Смитове маште за фантазију, лудост, екстазу, смрт и језиво. 
Вејт се често наводи као дизајнер Вејт-Смит тарота, али би било тачније сматрати га половином дизајнерског тима, који је одговоран за главне концепте, структуру појединачних карата и целокупни симболички систем. Пошто Вејт сам није био уметник, наручио је Смита да креира прави шпил. 
Највероватније је да је Смит радила на основу Вејтових писмених и усмених упутстава пре него на основу скица; односно на основу детаљних описа жељених дизајна. Овако често раде илустратори, а као комерцијални илустратор, Смитовој би вероватно одговарао такав радни процес. Чини се да је Вејт дао детаљна упутства углавном или искључиво за Велику Аркану и прост списак значења за Малу Аркану. Дакле, илустративне сцене Мале Аркане у великој мери су заслуга Смитове. Мале Аркане су заиста једно од запажених достигнућа овог шпила, пошто већина ранијих шпилова тарота (посебно Марсеј) имају изузетно једноставне карте. Смитове иновативне илустрације за Малу Аркану, са својом богатом симболиком, учиниле су Вејт-Смит шпил широко инспиративним моделом за друге шпилове тарота.
Смит је завршила илустрације за шпил током шест месеци између априла и октобра 1909. године. Ово је кратак временски период за уметника да заврши око 80 слика (број који Смит наводи у писму Стиглицу 1909. године и који скоро потпуно одговара стандардном шпилу тарота од 78 карата). Илустрације су највероватније рађене пером и мастилом, вероватно преко доњег цртежа рађеног оловком; изворни цртежи су изгубљени тако да се то тренутно не може са сигурношћу утврдити. Карте је или Смит бојила лично акварелом или неко други накнадно.